# Blijneïe Borissovo
Blijneïe Borissovo (en russe : Бли́жнее Бори́сово) est un village de Russie situé dans le raïon de Kstovo de l'oblast de Nijni Novgorod, siège administratif du conseil rural du même nom qui comprend en plus deux villages et deux hameau,. 
Il se trouve sur la route R-158 Nijni Novgorod-Saratov. 

## Population
- 2002: 1124 habitants
- 2010: 1273 habitants[3]

## Transport
Le village est relié à la capitale régionale, Nijni Novgorod, par les lignes d'autocars 205, 208, 211 et 217а. La ligne 217 mène au chef-lieu d'arrondissement, Kstovo.
Le chemin de fer passe à la limite sud du village.

## Galerie

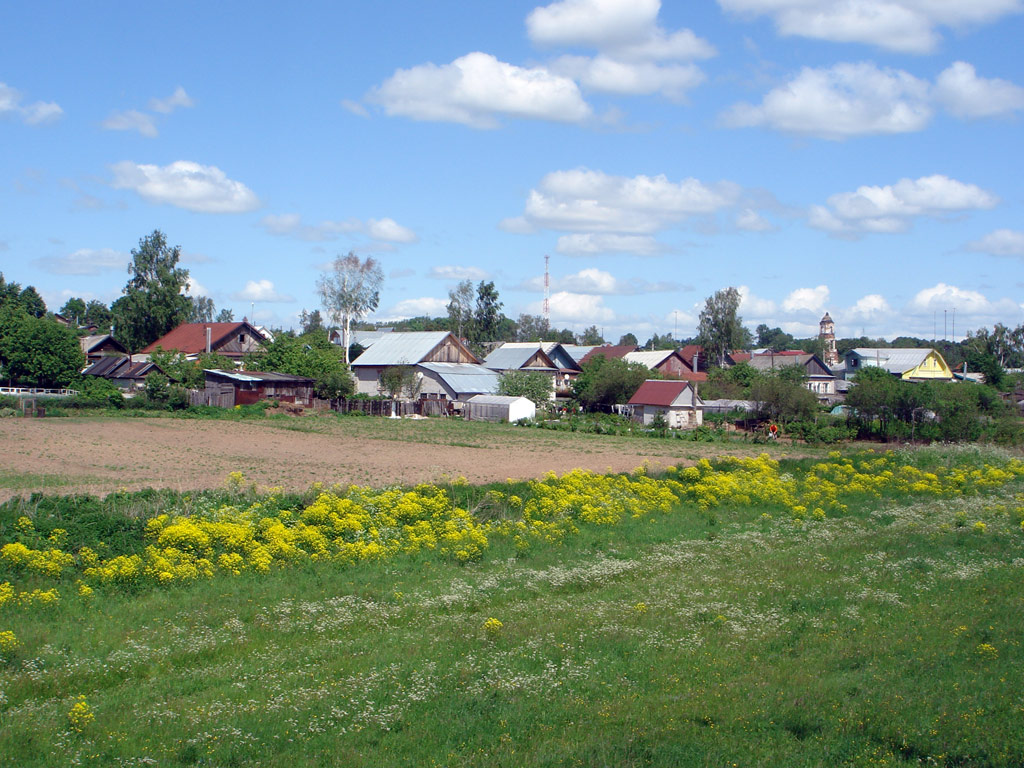
Maisons dans le village.
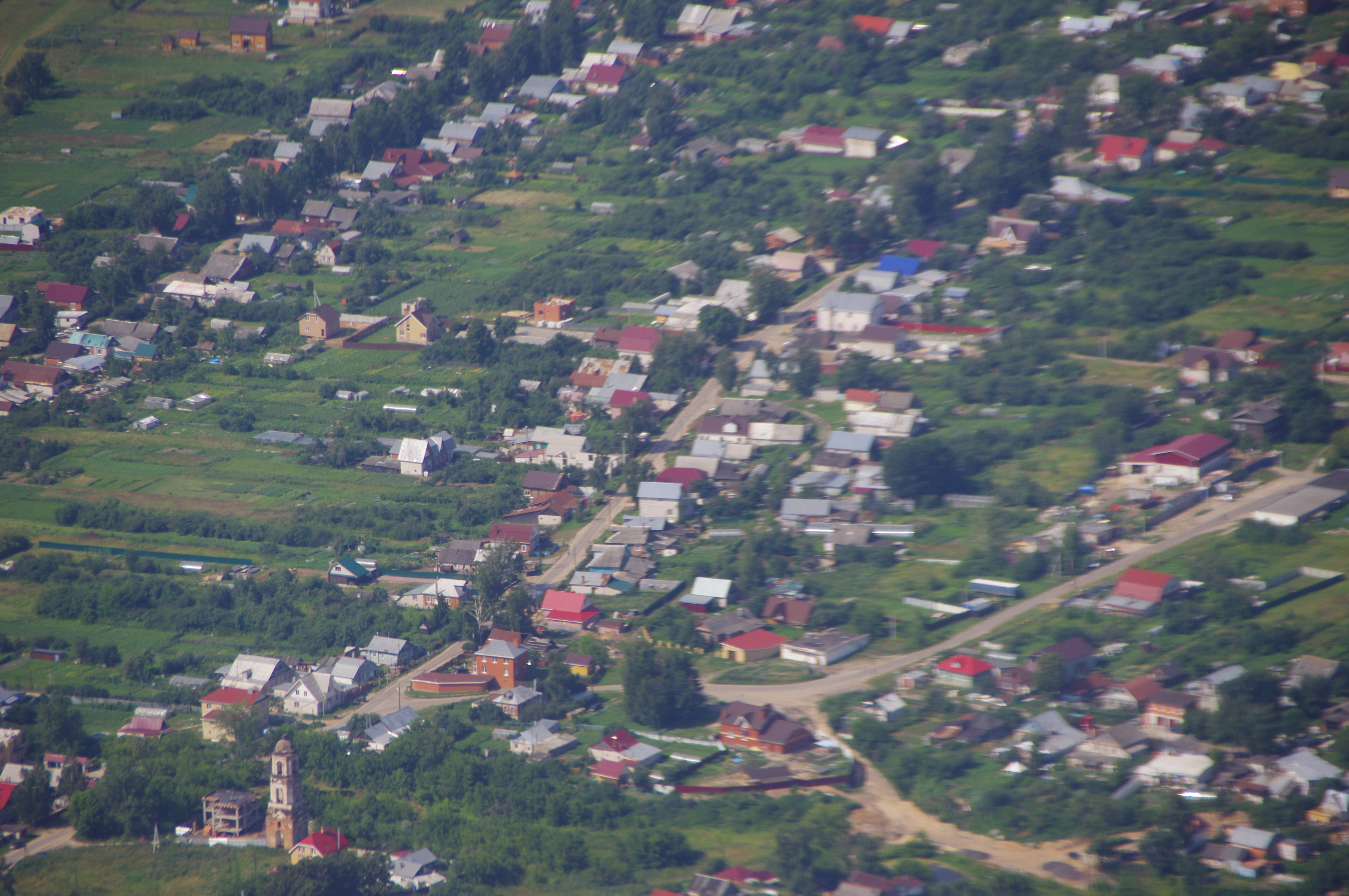
Vue du village à vol d'oiseau
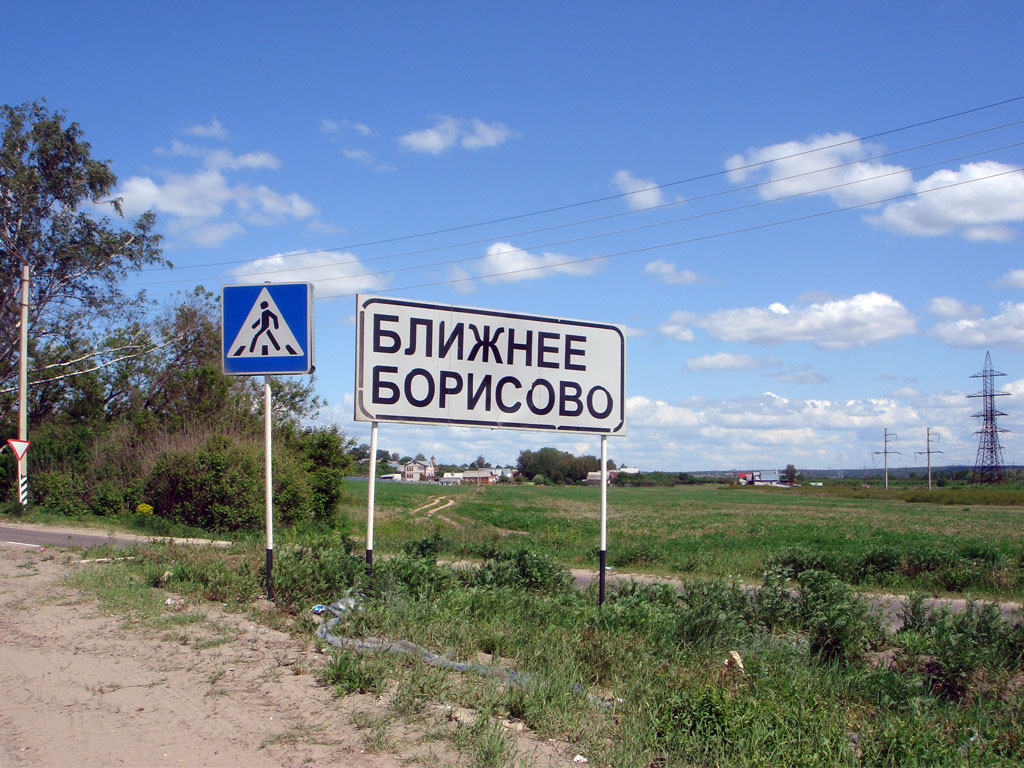
Panneau
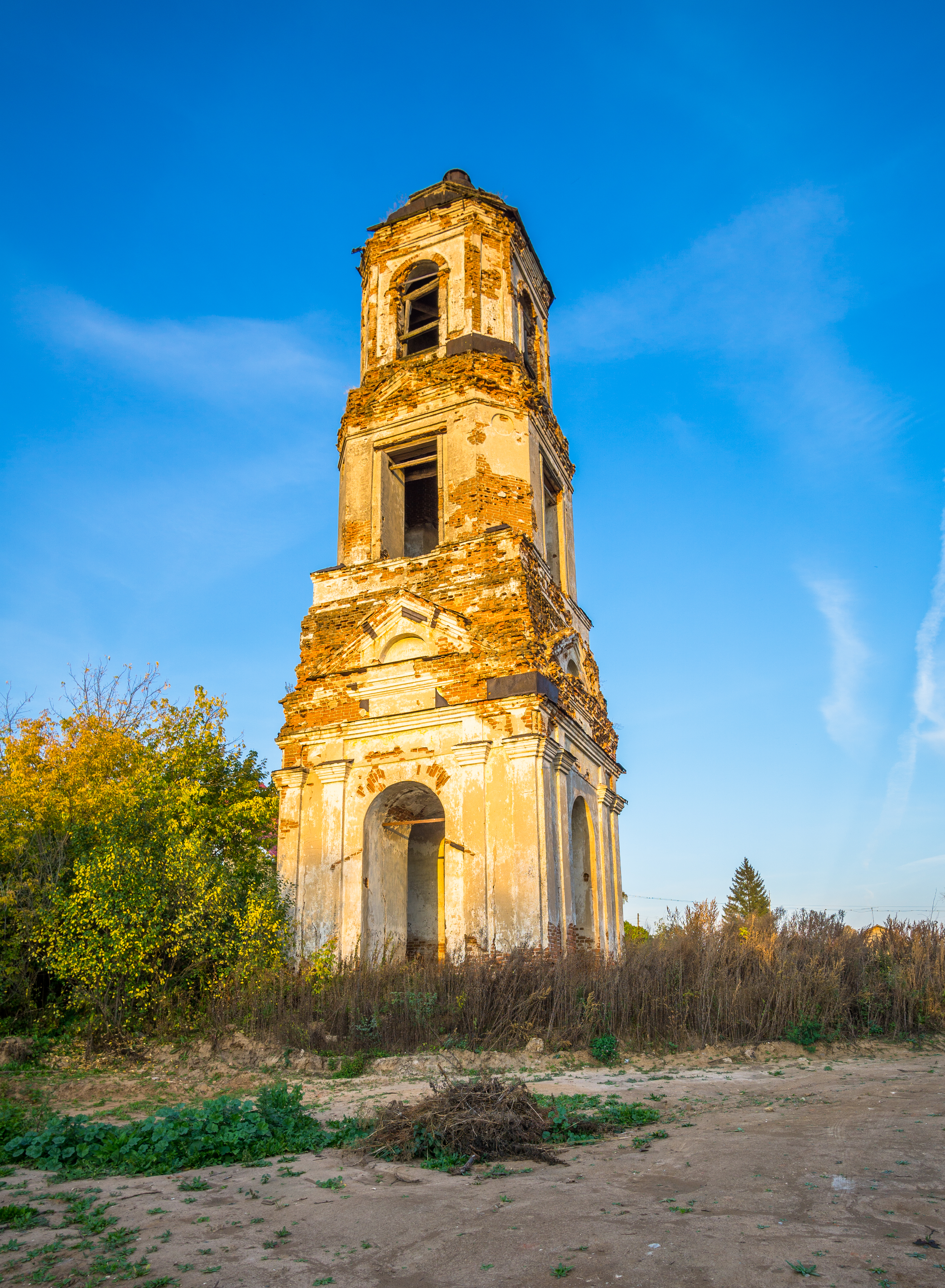
Clocher de l'église de la Résurrection-du-Verbe démolie